# Assises d'hiver du baseball majeur

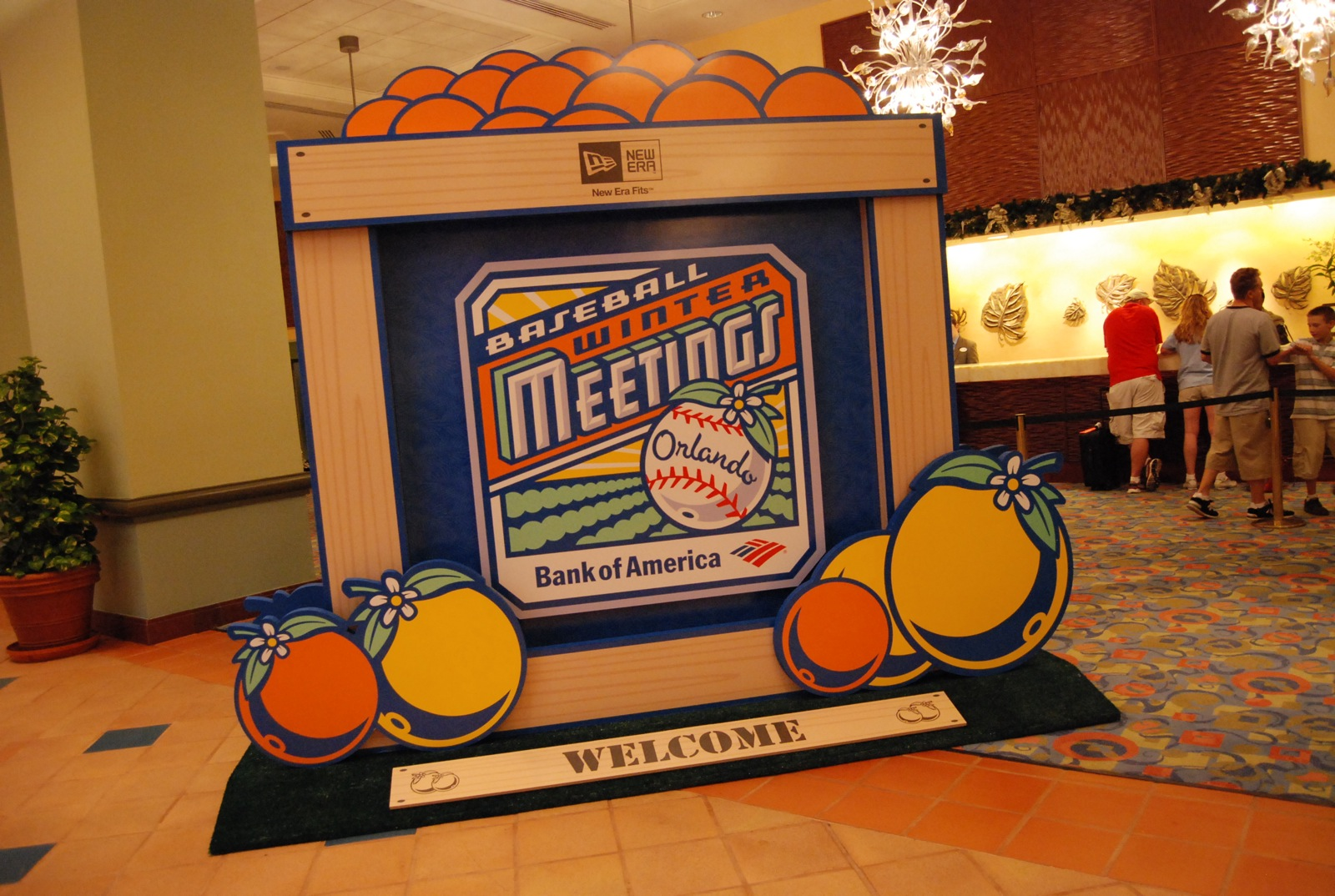
Entrée des assises d'hiver en 2006 à Orlando.

Les assises d'hiver du baseball majeur,,, sont un événement annuel, tenu en décembre, au cours duquel les représentants des 30 franchises de la Ligue majeure de baseball et de quelque 160 clubs affiliés en ligues mineures se rencontrent pour une réunion de quatre jours. Il est le théâtre de discussions d'affaires menant à de nombreuses transactions et parfois à d'importants échanges de joueurs, en plus d'être une occasion d'annoncer l'embauche d'agents libres convoités. L'événement a lieu aux États-Unis mais n'est pas nécessairement tenu au même endroit chaque année.
Les participants sont des dirigeants, des directeurs généraux et propriétaires d'équipes, des dépisteurs et recruteurs, des agents de joueurs, des exposants habitués des salons événementiels, divers chercheurs d'emplois de tous horizons sollicitant les clubs de ligues mineures, ainsi que des représentants de nations hors de l'Amérique du Nord où le baseball est pratiqué,. L'événement fait l'objet d'une importante couverture par les médias sportifs,. Le repêchage de règle 5 est tenu au dernier jour des assises d'hiver.
En 2015, les assises annuelles d'hiver se sont tenues du 7 au 10 décembre à Nashville dans le Tennessee. Les assises suivantes sont programmées du 4 au 8 décembre 2016 au Gaylord National Resort & Convention Center, à National Harbor dans le Maryland.

## Histoire

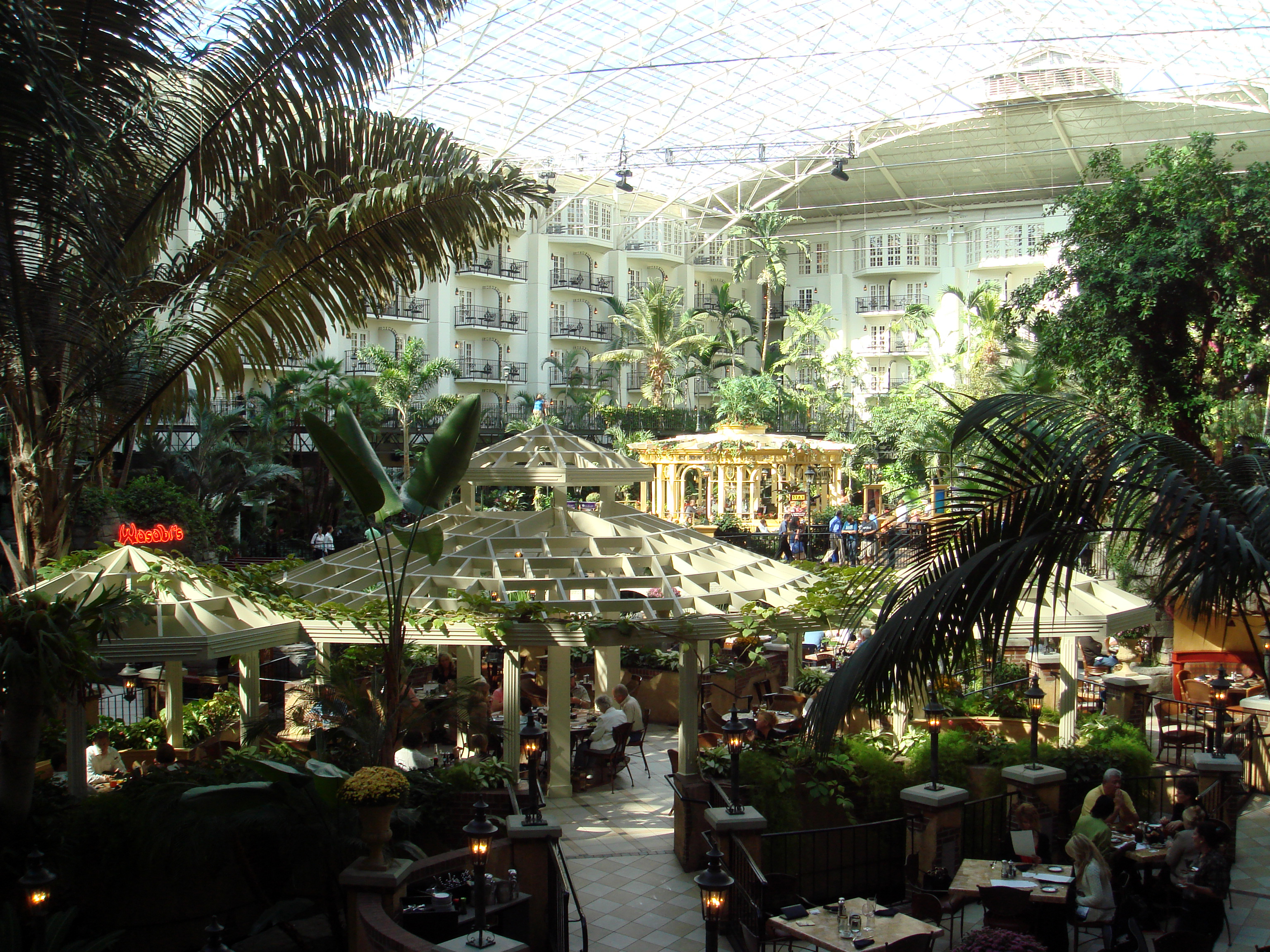
L'atrium de l'Opryland Hotel de Nashville, où ont eu lieu plusieurs éditions des assises d'hiver.

L'origine des assises d'hiver du baseball majeur peuvent être tracées jusqu'à l'existence de la National Association of Base Ball Players (NABBP), première organisation gouvernant le baseball professionnel, qui tient une convention annuelle à partir de 1857. Les assises du baseball majeur deviennent un événement annuel à partir de 1901,.
Les transactions et mises sous contrat sont particulièrement nombreuses aux assises tenues de 1989 à 1992. Les joueurs vedettes Greg Maddux, Paul Molitor et Barry Bonds changent d'équipe lors des assises de décembre 1992 à Louisville, le dernier par le biais d'un contrat record pour l'époque dont l'annonce sera suspendue à la dernière minute et reportée de plusieurs jours. Ces assises de 1992 sont aussi fertiles en distractions : les propriétaires d'équipes votent pour la réouverture d'une convention collective qui mènera à l'arrêt de travail de 1994-1995, le révérend Jesse Jackson investit les lieux pour accuser le baseball professionnel de racisme, et au dernier jour de réunions la propriétaire des Reds de Cincinnati Marge Schott présente des excuses publiques pour des propos racistes, puis l'événement se termine dans la consternation après la mort subite de Carl Barger, propriétaire des Marlins de la Floride terrassé à 62 ans par un anévrisme aortique.
De 1993 à 1997, la Ligue majeure de baseball n'organise plus d'assises d'hiver, le commissaire du baseball Bud Selig et d'autres dirigeants, échaudés par les jours mouvementés de décembre 1992, accusant les agents de joueurs de tourner l'événement en gigantesque surenchère. Durant cette période, des rencontres parfois appelées « assises d'hiver » (Winter meetings en anglais) sont tenues en décembre mais regroupent des dirigeants de ligues mineures, et les propriétaires de clubs majeurs se rencontrent en janvier, parfois en présence de directeurs généraux, lors de rencontres qui sont loin d'avoir la même résonance. Les assises d'hiver telles qu'on les connaissait jusqu'en 1992 reviennent en décembre 1998 à Nashville, le baseball majeur n'ayant pas détesté la publicité et la couverture médiatique générée par son repêchage d'expansion à Phoenix en novembre 1997.

## Activités principales
Seule occasion où l'ensemble des dirigeants principaux des clubs des Ligues majeures se rencontrent en personne, les assises d'hiver du baseball majeur constituent une occasion unique de tenir des pourparlers menant à des échanges de joueurs. La visibilité de l'événement en fait aussi un moment choisi pour annoncer l'embauche d'agents libres convoités.
Au fil des ans, les conversations de corridor et les transactions conclues dans le lobby de l'hôtel qui étaient le propre des assises du XXe siècle ont la place à des discussions par téléphone ou message texte à partir de chambres d'hôtel, ou de rencontres dans des suites privées derrière des portes closes, des changements encouragés à la fois par l'évolution des technologies de communication et par l'omniprésence des médias. En décembre 2014, environ 750 journalistes possédaient une accréditation pour les assises d'hiver au Gaylord Opryland Resort & Convention Center de Nashville.
La pertinence des rencontres face à face, une fois par année, est remise en question après des assises annuelles particulièrement calmes en 2012 et 2013, alors qu'à peine trois et cinq échanges, respectivement, sont conclus par les participants. Deux ans plus tard, 44 joueurs sont transférés via 12 échanges conclus en 4 jours, faisant des assises de 2014 les plus « occupées » depuis 2006. Les assises d'hiver ont connu au fil des ans d'importantes fluctuations : 13, puis 11 transactions avaient par exemple été conclues en 1978 et 1979, respectivement, avant que 59 joueurs changent de club via 18 transactions en 1980.

### Transactions notables aux assises d'hiver

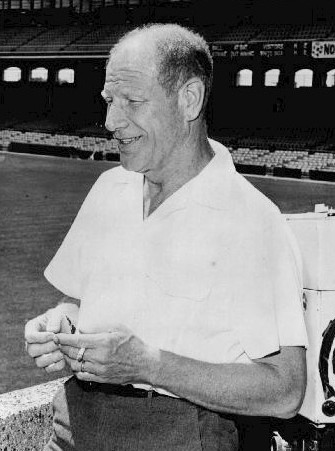
Bill Veeck.

Le 12 décembre 1975, Bill Veeck, qui venait quelques jours plus tôt de se porter pour la seconde fois acquéreur des White Sox de Chicago, s'installe avec son directeur général Roland Hemond à une table dans le lobby de l'hôtel de Hollywood (Floride) où sont tenues les assises, et accroche une enseigne « Open for business anytime » (« Ouvert pour les affaires n'importe quand »). Sous les regards des nombreux curieux, les White Sox procèdent dans les 12 heures qui suivent à des échanges avec 4 clubs différents, impliquant 12 joueurs.
En 1988, les Rangers du Texas concluent 4 transactions impliquant 16 joueurs et couronnent les assises d'hiver à Atlanta en annonçant la mise sous contrat du vétéran lanceur étoile Nolan Ryan.
Le 5 décembre 1990 aux assistes tenues à Chicago est conclu un échange décrit comme « le plus gros des dernières années », impliquant 4 joueurs étoiles : les Padres de San Diego transfèrent Roberto Alomar et Joe Carter aux Blue Jays de Toronto pour Fred McGriff et Tony Fernández.
Le 6 décembre 1992 à Louisville (Kentucky), la vedette Barry Bonds, qui est joueur autonome pour la première fois après 7 saisons chez les Pirates de Pittsburgh, attend avec ses représentants et son père Bobby Bonds une conférence de presse où doit être annoncé qu'il signe avec les Giants de San Francisco ce qui est à l'époque le plus lucratif contrat de l'histoire du baseball professionnel : 43,75 millions de dollars pour 6 saisons. Mais la conférence de presse est annulée, laissant planer le doute sur ce contrat record. La signature demeure en suspens 48 heures avant d'être rendue officielle après la fin des assises. La situation inhabituelle est provoquée par le propriétaire des Giants, Bob Lurie, qui est furieux que le futur groupe de propriétaires à qui il s'apprêtait à vendre le club ait eu l'intention d'aller de l'avant avec l'annonce sans solliciter son approbation.
En 1998, Kevin Brown accepte une offre de 105 millions de dollars pour 7 saisons avec les Dodgers de Los Angeles, signant ainsi lors des assises d'hiver le premier contrat de l'histoire dont la valeur totale atteint les 100 millions de dollars.
En 2011 à Dallas, la vedette Albert Pujols quitte les Cardinals de Saint-Louis et rejoint durant les assises d'hiver les Angels de Los Angeles.
En l'espace de 14 heures aux assises de 2014 à San Diego, les Dodgers de Los Angeles concluent avec 4 clubs un total de 6 transactions, impliquant au total 19 joueurs.

### Activités connexes
Le comité des vétérans du Temple de la renommée du baseball tient un vote sur la candidature d'anciens joueurs lors des assises d'hiver. Le Temple de la renommée profite également de l'événement pour annoncer son gagnant annuel du prix Ford C. Frick.
L'Association des chroniqueurs de baseball d'Amérique profite de l'occasion pour tenir sa réunion annuelle. 
Les gérants des équipes des majeures sont conviés à un dîner avec les journalistes qui couvrent leur équipe. 
L'influent agent de joueurs Scott Boras tient chaque année aux assises d'hiver une rencontre avec les médias, qui s'avère très courue.
Un banquet annuel honore les dépisteurs de talents et des prix y sont décernés,.
Au dernier jour des assises se tient le repêchage de règle 5, une procédure annuelle dans laquelle sont redistribués des joueurs de ligues mineures qu'un nombre limité de places sur l'effectif d'un club rend superflu.